# Минго
Минго (на английски: Mingo) е северноамериканско индианско ирокезко говорещо племе, сформирано в началото на 18 век.
След 1720 г. няколко семейства от сенека и каюга, предимно потомци на завладените през 1650те хурони, тиононтати, неутрал, ери и саскуеханок, напускат родината на ирокезите в Ню Йорк и се заселват в Западна Пенсилвания и Източно Охайо. До 1770 г. към тях се присъединяват и други бегълци, които не искат да са зависими повече от ирокезите. Населението им се увеличава неимоверно бързо и британските търговци започват да ги възприемат като отделно племе, наричайки го минго, което е преиначеното делаварско „минкуа“, името с което делаварите наричат ирокезките си съседи.

## Заселване в Охайо
По времето на пристигането на минго, Охайо е една обширна територия, простираща се южно от Големите езера и от Апалачите до Илинойс. Границите значително надвишават тези на днешния щат Охайо. Тази територия е напълно опустошена и обезлюдена по време на Бобровите войни (1629 – 1701). Предполага се, че преди това тук са живели няколко сиуезични племена, за които почти нищо не се знае, тъй като изчезват преди идването на европейците в района.
Охайо привлича вниманието не само на индианците, а и на европейските сили, всяка от които иска този обширен и богат район за себе си. В продължение на 150 години той е ябълката на раздора между англичаните, французите, ирокезите и племената, които се заселват тук. Постепенно французите разширяват своите владения на юг от Големите езера, а англичаните започват да напредват от изток. Ирокезите държат на Охайо и гледат на него като на завоевание и не искат да го отстъпят на никого. Затова и те не възразяват, когато минго се преместват в района, мислейки че по този начин ще държат европейците и другите племена далеч от Охайо. Ирокезите също не възразяват и когато част от виандотите напускат Детройт и се преместват на Сандъски Ривър в северозападната част на Охайо през 1738 г. До 1740 г. вече има около 1000 минго в Западна Пенсилвания и Източно Охайо и въпреки че се считат за част от ирокезите, те все по-често мислят и действат като отделно племе.
Между 1742 и 1749 г. много шоуни и делавари идват в Охайо и постепенно образуват с минго смесени села. Към 1750 г. населението на тези смесени села надхвърля 10 000 души (над 2000 войни), сила с която всеки е принуден да се съобразява.

## История
По време на Войната на крал Джордж (1744 – 1748) Племената Охайо остават неутрални и продължават да търгуват както с французите, така и с англичаните. След британската блокада на Канада през 1748 г. френските стоки трудно достигат до тях и британците веднага се възползват от ситуацията. За да предотвратят достъпа на британците до Охайо, през 1752 г. французите започват изграждането на линия от крепости и понижават цените на стоките. Въпреки това племената в Охайо продължават да търгуват и с британците.
През 1754 г. Вирджиния, която също има претенции към Охайо, изпраща 23-годишният тогава Джордж Вашингтон да поиска от французите да напуснат укрепленията. Колоната от 130 души на Вашингтон е водена от двама вождове на минго – Полукраля (Таначарисон) и Монакатуча (Скаруяди). Близо до Форт Дюкен, Вашингтон напада група от 50 френски войници и убива няколко от тях. Този инцидент слага началото на Френската и индианска война (1754 – 1763).

### Война за Охайо
Междувременно в Олбани ирокезите отстъпват на Пенсилвания Охайо, без долините Уайоминг и Саскуехана, за да си осигурят британската помощ в предстоящата война. Племената в Охайо запазват неутралитет в началото на войната, но като научават за преотстъпването на Охайо от ирокезите те се отказват от тяхната закрила и от британците, решени да защитават Охайо на всяка цена. След разгрома на армията на генерал Брадок през 1755 г. при Дюкен, шоуните и делаварите също влизат във войната и в разрез с ирокезите атакуват пограничните селища в западните части на Пенсилвания и Вирджиния. След падането на Квебек и Монреал в британски ръце през 1760 г. войната практически свършва, но това не се отнася до Охайо, където сраженията продължават. През 1761 г. Племената Охайо и Племената Детройт се съгласяват да се срещнат и преговарят с британските власти в Детройт. Британският индиански комисар Уилям Джонсън желае да запази старите френски практики спрямо индианците, но новият военен командир за Северна Америка, Джефри Амхърст е на друго мнение. Амфърст мрази индианците отдавна и сега гледа на тях като на завладени хора. Амхърст спира ежегодните подаръци за племената, повишава цените на стоките и ограничава продажбите на боеприпаси и оръжия. Резултатът от това е ескалация на недоволството сред индианците и избухването на Въстанието на Понтиак през лятото на 1763 г. Заради войната британците забраняват заселването западно от Апалачите, но под натиска на колониите и заселниците, през 1768 г. се свиква нов съвет с ирокезите във Форт Стануикс за отварянето на Охайо за заселване. С договора от Форт Стануикс, ирокезите отстъпват Охайо и за кратко време хиляди бели заселници заливат района. За да ги спрат през 1769 г. шоуните се опитват да организират племената в голям съюз, но заплахи от страна на Уилям Джонсън за война с ирокезите разделят племената. Така шоуните, делаварите и минго са принудени да се изправят сами срещу „дългите ножове“ в последвалата Война на лорд Дънмор през 1774 г.

#### Война на Логан
През май 1774 г. група заселници убиват няколко минго, сред които са жената, брата и сестрата на главния вожд Логан. Вожда на шоуните Царевичното стъбло се опитва да избегне войната и за целта посещава Форт Пит, където се надява да получи обезщетение за убитите. По същото време Логан отива в селото Уакатомика и убеждава хората там да го подкрепят и да отмъстят за убийствата. Воините атакуват и убиват 13 заселници близо до устието на Мъскингъм. Ирокезите и повечето делавари запазват неутралитет и шоуните и минго се обръщат за помощ към Племената Детройт. Те също отказват да участват, а успява със заплахи да държи настрана маямите и други възможни съюзници.
В отговор на атаките, милициите на лорд Дънмор унищожават селото Уакатомика, както и 5 други села. През октомври милицията се събира в Пойнт Плезънт (Западна Вирджиния) за втора инвазия в Охайо. Внезапна атака на шоуните и минго обърква намеренията им. Битката продължава почти цял ден като има много жертви и от двете страни. В крайна сметка индианците са принудени да отстъпят и месец по-късно сключват мир. Резултатът от този мир е отстъпването на земите южно от река Охайо, което от своя страна отваря Кентъки за заселване.

#### Война за независимост
С началото на Американската революция, британците призовават Племената Охайо да атакуват американските селища. По времето, когато във войната влизат ирокезите (1777), минго се присъединяват към шоуните и атакуват белите селища. През 1778 г. минго и виандотите обсаждат току-що построеният Форт Лоурънс в Източно Охайо. Обсадата продължава до изоставянето на форта през 1779 г. През 1782 минго нападат Ханастаун в Пенсилвания. Нападенията и контранападенията по границата продължават до 1783 г., а междувременно минго и съюзниците им местят селата си в Северозападно Охайо. След войната американците принуждават ирокезите да потвърдят цесията на Охайо с нов договор във Форт Стануикс (1784).
След подписването на мирния договор в Париж през 1783 г., британците призовават Племената Охайо да прекратят военните действия, а въпросът с Охайо все още не е решен. През 1786 г. Конгресът продава правата върху Охайо, за да изплати дълговете на новата държава от войната. Научавайки за това, шоуните и минго възобновяват военните действия, атакувайки селищата в Кентъки. Предната година, на съвет във Форт Макинтош, виандотите, отава, оджибве и делаварите признават американската власт в Охайо в замяна на постоянна граница по река Охайо. През януари 1787 г., на съвет във Форт Хармър, границата е преместена на река Мъскингъм. Шоуните и минго не присъстват и на двата съвета и не прекратяват атаките си срещу заселниците по границата. Виждайки, че не може да се намери мирно решение на проблема, правителството решава да вземе Охайо със сила. На генерал Хармър е наредено да започне военни действия срещу размирните племена. През октомври 1790 г. армията на Хармър е разбита на река Уобаш в Североизточна Индиана. Генералът е свален от поста си и на негово място е назначен Артър Сейнт Клер, но през ноември 1791 г. той също е победен, губейки над 600 убити и около 400 ранени – най-голямото поражение на американската армия във войните с индианците.
През 1792 г. Вашингтон изпраща Антъни Уейн (Мад Антъни) да поеме командването в Охайо. Вместо да воюва, Уейн решава да изчака. Чрез преговори и обещания той се опитва да уговори племената едно по едно да спрат нападенията. Първите подписали мирно споразумение с него са Племената Уобаш (пеория, уеа, пианкашо и Вермилиън кикапу), последвани малко по-късно от фокс и сауките. Бавно, съюзът на племената в Охайо започва да се разпада. Само виандотите от река Сандъски, маямите, шоуните и минго продължават войната. През 1795 г. и те са принудени да оставят оръжието. След подписването на мира през 1795 г. полека лека племената започват да се изместват на запад. През 1805 г. минго се местят в Северозападно Охайо. През 1807 г. към тях (вече наричащи се сенека на Охайо) се присъединява голяма група каюга от Ню Йорк.

## В резервати и екстрадиране
По време на въстанието на Текумзе и войната от 1812 г. повечето минго остават неутрални. През 1815 г., тези които са последвали Текумзе в Канада подписват договора от Индиън Спрингс и им е разрешено да се завърнат в САЩ. През 1817 г. с договора от Форт Мейгс Племената Охайо се отказват и от последните си земи в Охайо и се съгласяват да живеят в резервати. До този момент са останали само две групи минго – смесените сенека–шоуни, които получават резерват в Люистаун, и сенека на Сандъски, които получават резерват от 30 000 акра на река Сандъски споделен с виандотите.
След приемането на Закона за отстраняване на индианците през 1830 г., Сандъски сенека се съгласяват да се преместят на запад от Мисисипи през 1831 г. Няколко месеца по-късно смесените сенека-шоуни от Люистаун също се съгласяват да се преместят. Двете групи се установяват близо до западните чероки в Индианската територия. През 1867 г. сенека-шоуните се разделят на две отделни групи, а Сандъски сенека се обединяват с каюга. През 1937 г. обединеното сенека-каюга племе се реорганизира и получава федерално признаване като Сенека-каюга племето на Оклахома. Днес племето има над 500 записани членове.